# Torsten Lindberg
Torsten Gustav Adolf Lindberg (Nässjö, Suecia, 14 de abril de 1917-Malmö, Suecia, 31 de agosto de 2009) fue un jugador y entrenador de fútbol sueco. En su etapa como jugador profesional se desempeñaba como guardameta. 
Fue el último sobreviviente de los campeones olímpicos de 1948.

## Selección nacional
Fue internacional con la selección de fútbol de Suecia en 19 ocasiones. Fue campeón de los Juegos Olímpicos en 1948 y formó parte de la selección que obtuvo el tercer lugar en la Copa del Mundo de 1950, pese a no haber jugado ningún partido durante el torneo.

### Participaciones en Copas del Mundo
| Mundial                        | Sede   | Resultado    | Partidos | Goles |
| ------------------------------ | ------ | ------------ | -------- | ----- |
| Copa Mundial de Fútbol de 1950 | Brasil | Tercer lugar | 0        | 0     |

### Participaciones en Juegos Olímpicos
| Olimpiada                        | Sede        | Resultado | Partidos | Goles |
| -------------------------------- | ----------- | --------- | -------- | ----- |
| Juegos Olímpicos de Londres 1948 | Reino Unido | Campeón   | 4        | 0     |

## Equipos

### Como jugador
| Equipo         | País   | Año       |
| -------------- | ------ | --------- |
| Husqvarna IF   | Suecia | 1934-1937 |
| IK Tord        | Suecia | 1937-1940 |
| Örgryte IS     | Suecia | 1940      |
| IFK Norrköping | Suecia | 1940-1953 |

### Como entrenador
| Equipo                         | País   | Año       |
| ------------------------------ | ------ | --------- |
| IFK Norrköping                 | Suecia | 1953-1954 |
| Selección nacional (asistente) | Suecia | 1958      |
| Djurgårdens IF                 | Suecia | 1964-1966 |
| AIK Estocolmo                  | Suecia | 1969-1970 |

## Palmarés

### Como jugador

#### Campeonatos nacionales
| Título         | Equipo         | País   | Año  |
| -------------- | -------------- | ------ | ---- |
| Allsvenskan    | IFK Norrköping | Suecia | 1943 |
| Copa de Suecia | IFK Norrköping | Suecia | 1943 |
| Allsvenskan    | IFK Norrköping | Suecia | 1945 |
| Copa de Suecia | IFK Norrköping | Suecia | 1945 |
| Allsvenskan    | IFK Norrköping | Suecia | 1946 |
| Allsvenskan    | IFK Norrköping | Suecia | 1947 |
| Allsvenskan    | IFK Norrköping | Suecia | 1948 |
| Allsvenskan    | IFK Norrköping | Suecia | 1952 |

#### Copas internacionales
| Título           | Equipo | Sede                  | Año  |
| ---------------- | ------ | --------------------- | ---- |
| Juegos Olímpicos | Suecia | Londres (Reino Unido) | 1948 |

### Como entrenador

#### Campeonatos nacionales
| Título      | Equipo         | País   | Año  |
| ----------- | -------------- | ------ | ---- |
| Allsvenskan | Djurgårdens IF | Suecia | 1964 |
| Allsvenskan | Djurgårdens IF | Suecia | 1966 |